# 百楽荘 (奈良県の旅館)
百楽荘（ひゃくらくそう）は、奈良県奈良市百楽園三丁目1番3号にある料亭。株式会社近鉄リテーリングが経営するが、運営は100%子会社の近鉄レストランに委託している。

## 歴史
昭和8年（1933年）に泉屋土地建物株式会社の代表取締役泉岡宗助が8万坪を超える松林の敷地に数寄屋造りの戸建住宅を風光が楽しめるように配置し、料理旅館を始めたのが始まりである。その後、第二次世界大戦をはさみ、昭和33年（1958年）に泉屋土地建物株式会社から近鉄観光株式会社へ引き継がれた。2010年近鉄観光解散時にあやめ館・春日奥山月日亭・橿原観光ホテルと共に近鉄旅館システムズに分割承継された。2015年近畿日本鉄道の純粋持株会社化に伴う事業再編時に宿泊事業を行っていない同館は同じく宿泊を行っていないあやめ館と共に近鉄リテーリングに事業承継された。

## 業態
料亭として経営されており、また、集会や結納、婚約などの冠婚葬祭などの会場としても利用できる。

## 施設
数寄屋造りの和式建築の戸建住宅を始め、日本庭園や松林に囲まれた清閑な空間を提供している。